# Maihingen
Maihingen (Rieserisch: Mo'ing) ist eine Gemeinde im schwäbischen Landkreis Donau-Ries. Der Name leitet sich vom gleichnamigen Dorf, der deren Hauptort ist, ab.

## Geografie
Maihingen liegt im Nördlinger Ries und ist Teil der Planungsregion Augsburg.
Die Gemeinde hat fünf Gemeindeteile (in Klammern ist der Siedlungstyp angegeben):
- Klostermühle (Einöde)
- Langenmühle (Einöde)
- Lochmühle (Einöde)
- Maihingen (Pfarrdorf)
- Utzwingen (Pfarrdorf)

Es gibt die Gemarkungen Maihingen und Utzwingen.

## Geschichte

### Bis zur Gemeindegründung
Der Ort wurde 1251 erstmals erwähnt. Maihingen war im Besitz des Klosters Zimmern und der Grafen von Oettingen-Oettingen, später der Fürsten von Oettingen-Wallerstein und Oettingen-Spielberg und gehörte seit 1803 zum Fürstentum Oettingen-Wallerstein. Mit der Rheinbundakte 1806 kam der Ort zum Königreich Bayern.

### Eingemeindungen
Im Zuge der Gebietsreform in Bayern wurde am 1. Juli 1974 wurde die Gemeinde Utzwingen mit ihrem Gemeindeteil Lochmühle eingegliedert.

### Einwohnerentwicklung
Zwischen 1988 und 2018 wuchs die Gemeinde von 1081 auf 1191 um 110 Einwohner bzw. um 10,2 %.
- 1961: 1069 Einwohner[5]
- 1970: 1049 Einwohner[5]
- 1987: 1043 Einwohner
- 1991: 1136 Einwohner
- 1995: 1215 Einwohner
- 2000: 1224 Einwohner
- 2005: 1241 Einwohner
- 2010: 1229 Einwohner
- 2015: 1215 Einwohner

## Politik und Verwaltung

### Bürgermeister
Erster Bürgermeister ist Franz Stimpfle (Wählergruppe Maihingen/Wählergruppe Utzwingen); er wurde im Jahr 2002 Nachfolger von Franz Zekl (Wählergemeinschaft) und bei den Kommunalwahlen 2008, 2014 und 2020 im Amt bestätigt.

### Gemeinderat
Der Gemeinderat hat zwölf Mitglieder zuzüglich des Ersten Bürgermeisters. Ihm gehören nach der Kommunalwahl vom 15. März 2020 vier Mitglieder der Wählergemeinschaft Utzwingen und acht Mitglieder der Wählergemeinschaft Maihingen an; die Sitzverteilung zwischen den beiden Wählergruppen ist unverändert wie in der Amtszeit 2014 bis 2020.

### Verwaltung
Die Gemeinde ist Mitglied der Verwaltungsgemeinschaft Wallerstein.

### Wappen
- Maihinger Wappen:

| Wappen | In Rot ein durchgehender goldener Schragen, belegt mit einem silbernen Schild, darin zwei gekreuzte, goldbewehrte rote Bärenpranken. Das Hoheitszeichen der Gemeinde Maihingen leitet sich vom Wappen der Grafen zu Oettingen ab, die jahrhundertelang die Landesherrschaft über das Gemeindegebiet von Maihingen innehatten. Maihingen war von jeher der Sitz der „Herren von Maihingen“, die dem Oettingen’schen Vasallenadel angehörten und urkundlich erstmals 1273 nachgewiesen sind. Vermutlich stammen die Bärenpranken aus dem Wappen der „Herren von Maihingen“, deren Schild auch im Wappensaal von Schloss Hochaltingen zu besichtigen ist. |

- Utzwinger Wappen:

|  | Wappen |  | Wie die Gemeinde Maihingen führt auch der Ortsteil Utzwingen die gekreuzten Oettinger Schragen allerdings nur im unteren Teil des roten Wappenschildes. Das sich darüber anschließende Wappenoberteil ist fünffach unterteilt durch Diagonalstreifen, die von links oben nach rechts unten verlaufen und im Wechsel silbern und rot gefärbt sind. Diese diagonale Schrägteilung in Silber und Rot ist dem Wappen der vor Jahrhunderten längst ausgestorbenen Herren von Ellrichshausen entnommen. Diese ehemaligen Lehensträger schenkten der „Gemain“ Utzwingen die den heutigen Gemeindewald bildenden Grundstücke. |

## Sehenswürdigkeiten

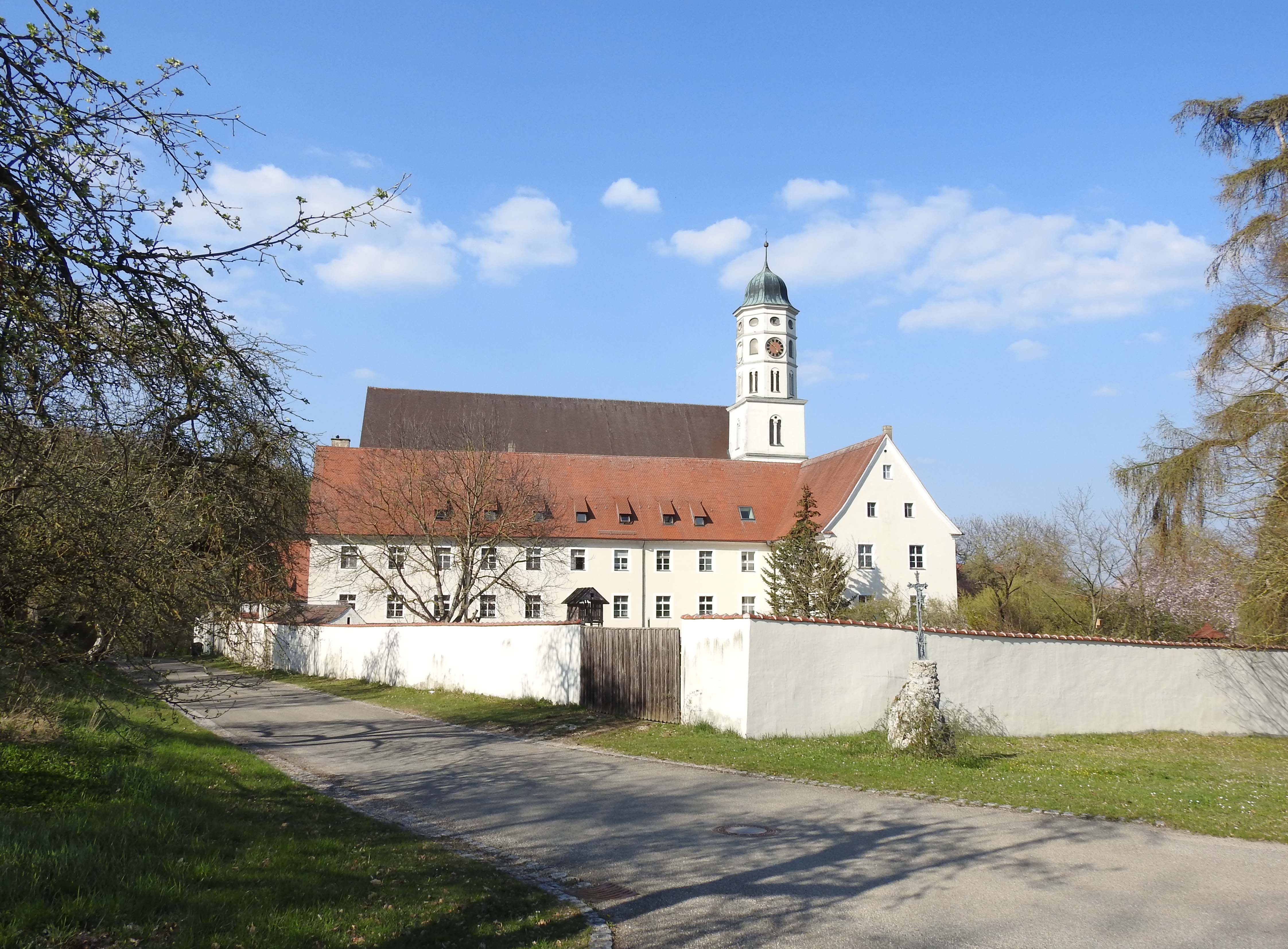
Kloster Maihingen von Süden

### Klosteranlage Maihingen
Das Kloster Maihingen ist ein ehemaliges Minoritenkloster. Seit dem 1. Oktober 1984 ist es Sitz des Katholischen Evangelisationszentrums (KEM). Hier finden Kurse und Seminare zur Erneuerung und Vertiefung des Glaubens und zur Mitarbeiterschulung statt. Das KEM wird getragen von der Gemeinschaft Lumen Christi.
Die Klosterkirche Maria Immaculata wurde 1712 bis 1717 erbaut. Ihre reiche Ausstattung umfasst eine wertvolle Ausmalung, verschiedene Denk- und Grabmäler sowie die Baumeisterorgel von 1737.

### Museum KulturLand Ries

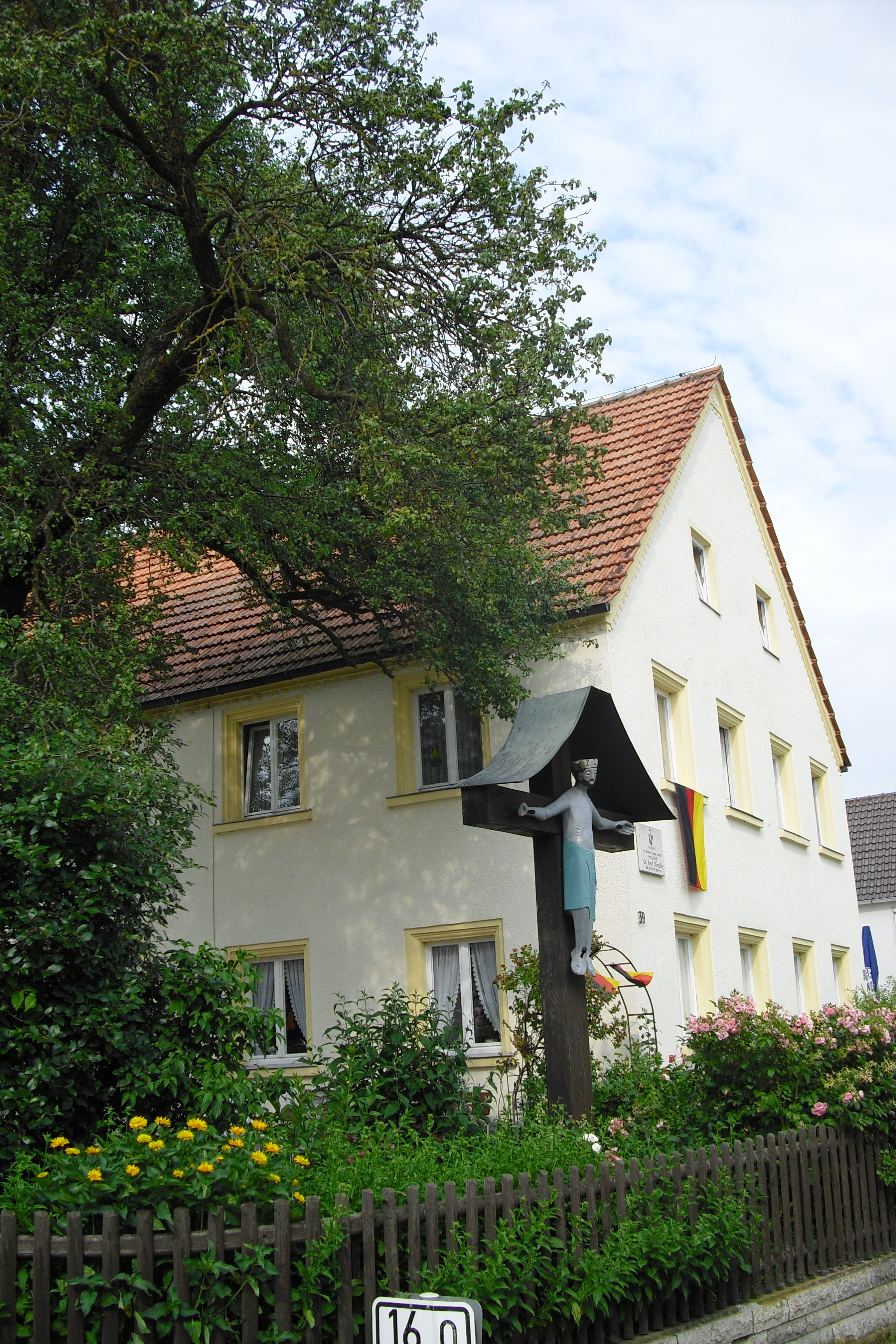
Geburtshaus des 81. Augsburger Bischofs Josef Stimpfle in Maihingen

Seit 1984 gibt das Museum KulturLand Ries (ehemals Rieser Bauernmuseum Maihingen), eine Einrichtung des Bezirks Schwaben, Einblicke in die Volks- und Alltagskultur des Nördlinger Rieses. In zwei barrierefreien Gebäuden einer ehemaligen barocken Klosteranlage gibt das Museum vielfältige Einblicke in das ländliche Leben:
Seit Sommer 2015 kann ein spannender Streifzug durch 300 Jahre Alltagskultur im Ries unternommen werden. Die moderne Gestaltung mit reichem Bildmaterial und interaktiven Multimediastationen rückt die originalen Sachzeugnisse ins rechte Licht. Im Mittelpunkt stehen die Themen Wohnen und Haushalt, Waren und Werbung, Kleidung, Kindheit und medizinische Betreuung. Hingucker sind ein Krämerladen und eine Milchhandlung aus den 1920er Jahren, eine Arzt- und Zahnarztpraxis sowie ein Friseursalon aus der Zeit um 1950/60. Die Gans Marie führt die jüngeren Besucher auf einem speziellen Kinderpfad durch die Ausstellung.
Das Ries war eine Kornkammer Bayerns, deshalb liegt ein Schwerpunkt des Museums auf der bäuerlichen Arbeit. Die abwechslungsreich gestaltete Ausstellung in der „Klosterökonomie“ (erbaut 1783/85) spannt einen Bogen über 150 Jahre Landwirtschaft. Neben den Objekten vermitteln historische Fotos, Videofilme, Inszenierungen, Hörbeispiele und Modelle zum Ausprobieren den Wandel der Rieser Landwirtschaft von 1800 bis 1950. Passend dazu wird ein kleines Museumsfeld mit historischen Nutzpflanzen bestellt, etwa Flachs, Dinkel oder heute verschwundenen Kartoffelsorten.
Regelmäßige Sonderausstellungen, Veranstaltungen wie das Schnitter- und Kartoffelfest mit handwerklichen und bäuerlichen Vorführungen oder Volksmusik sowie Mitmachaktionen für Schulklassen und Kindergruppen gehören zum vielseitigen Angebot.

### Weitere Sehenswürdigkeiten
- Pfarrkirche Mariä Himmelfahrt
- Pfarrkirche St. Georg in Utzwingen
- Aussichtspunkt Schöner Berg bei Utzwingen
- Bei einer zu Fuß erreichbaren alten Linde besteht Aussicht über die Landschaft des Nördlinger Ries.

### Lehrpfade
- Wasserwirtschaftlicher Lehrpfad

Im Rahmen der in den Jahren 1993 bis 1996 durchgeführten Hochwasserfreilegung, Dorferneuerung und Flurbereinigung von Maihingen konnte auch der wasserwirtschaftliche Lehrpfad entlang des Baches Mauch hergestellt werden. Das Bachbett wurde breit und krümmungsreich angelegt. Die Ufer wurden flach und buchtenreich oder auch steil gestaltet. Der natürlichen Längsgliederung des Bachbettes dienen Aufweitungen, Verengungen, Uferbuchten, Ufervorsprünge und vereinzelt tiefere Kolke, die dem Gewässer ein sehr naturnahes Erscheinungsbild verleihen. Die im Ortsbereich neu angelegten Spazierwege ermöglichen es, die gewässertypische Flora und Fauna zu erleben, die sich bereits nach kurzer Zeit entlang der ausgebauten Gewässerstrecke eingestellt hat. Die Gehölzpflanzungen, Uferröhrichte und Krautsäume binden die Mauch nicht nur in ihre Umgebung ein, sondern bieten auch dem noch ansässigen, seltenen Großen Brachvogel und vielen Tier- und Pflanzenarten der Feuchtgebiete neuen Lebensraum.
- Lehrpfad „Flur und Dorf“

Den Flur- und Dorflehrpfad Maihingen haben der Verein Rieser Bauernmuseum, der Bezirk Schwaben als Träger des Rieser Bauernmuseums und die Gemeinde Maihingen in einer Gemeinschaftsaktion im Jahr 2000 in und um Maihingen anlegen lassen. Er führt, beginnend beim Museum, durch das reizvolle Mauchtal bis zur langen Mühle, um den Klosterberg und wieder zurück nach Maihingen zu den Sehenswürdigkeiten der Ortschaft. Der Flur- und Dorflehrpfad Maihingen beschreibt außerhalb der Ortschaft im geologischen Bereich fünf interessante Riesgesteinsaufschlüsse. Landwirtschaftliche Kulturen können an den Feldern, obstbauliche an den Streuobstwiesen kennengelernt werden. Der Lehrpfad führt auch an Wäldern und Trockenrasen wie auch an den Feuchtgebieten der Mauchauen vorbei. In der Ortschaft Maihingen kommen geschichtliche und ökologische Gedanken zur Geltung. Der Ausgangspunkt mit Informationen über den Lehrpfad befindet sich im Bereich der Klosterökonomie des Rieser Bauernmuseums. Die Teilstrecke entlang der Mauch ist 1,6 km lang, der Weg um den Klosterberg herum 1,2 km und der Dorflehrpfad selbst 2,5 km lang.

## Wirtschaft und Infrastruktur

### Wirtschaft einschließlich Land- und Forstwirtschaft
2016 gab es nach der amtlichen Statistik am Arbeitsort 146 sozialversicherungspflichtig Beschäftigte. Am Wohnort gab es 528 sozialversicherungspflichtig Beschäftigte, so dass die Zahl der Auspendler in jenem Jahr um 382 höher war als die der Einpendler. Von den Einwohnern waren 2016 insgesamt 15 Personen arbeitslos. 2016 gab es 42 landwirtschaftliche Betriebe, die 1324 ha Fläche bewirtschafteten.

### Bildung
Am 1. März 2018 gab es zwei Kindertageseinrichtungen mit 90 Plätzen und 64 betreuten Kindern, davon sieben unter drei Jahren.

## Söhne und Töchter von Maihingen
- Joseph Haas (1879–1960), Komponist
- Josef Stimpfle (1916–1996), Bischof von Augsburg
- Alois Stimpfle (* 1954), römisch-katholischer Theologe